# Вальядолидский университет
Вальядолидский университет (исп. Universidad de Valladolid, сокр UVa) — государственный университет в испанском городе Вальядолид, административном центре одноимённой провинции, в автономном сообществе Кастилия и Леон. По состоянию на 2010 год в университете обучалось 31780 студентов (не считая аспирантов), в нём работало более 2000 преподавателей.

## История
Университет учреждён на основании хартии папы римского Климента VI в 1346 году. Несмотря на это, университет претендует на то, что является правопреемником Университета Паленсии, основанного в 1212 году. Университет был тесно связан с городом с момента своего основания, способствовал культурной и экономической деятельности в городе. Изначально университет находился в здании Colegiata, позднее переехал на противоположную сторону площади в здание, которое ныне известно как здание юридического факультета.

## Здания
Первое здание университета, примечательное своим архитектурным стилем, было воздвигнуто в конце XV века, после переезда Университета из здания Colegiata. С Университетской площади (бывшей площади Санта-Мария) виден барочный фасад, который был построен в 1715 г. по проекту монаха-кармелита Педро де ла Виситасьон. На нём имеются скульптурные группы, изображающие в аллегорической форме преподаваемые предметы.
В 1909 году было принято неоднозначное решение снести старое здание, в том числе вестибюль XV века, с тем, чтобы соорудить новое здание в эклектичном дизайне, которое спроектировал архитектор Теодосио Торрес. Сохранился лишь фасад в стиле барокко, хотя первоначально, по-видимому, планировалось снести и его.
В 1939 году в здании произошёл пожар. Для решения проблемы интеграции фасада в здание Торреса архитектор Константино Кандейра спроектировал большую лестницу и вестибюль в стиле историзма: вход в вестибюль располагался в барочном фасаде. Лестница является характерным примером триумфалистско-историцистского стиля, распространённого в послевоенной франкистской Испании. В 1968 году была снесена вторая крытая галерея, на месте которой было построено пятиэтажное здание-общежитие, а также снесено спроектированное Торресом общежитие меньшего размера.

## Галерея
- Fachada de la Universidad

- Biblioteca de la Universidad